# ياس وتر ورلد
ياس ووتر ورلد حديقة ألعاب مائية تقع في جزيرة ياس في إمارة أبوظبي، افتتحت في 24 يناير عام 2013. تضم الحديقة 45 لعبة من الألعاب والمنزلقات المشوقة للزوار ومجموعة متنوعة من الفعاليات والعروض الموسمية وتعتبر من مناطق الجذب السياحي في الإمارة.
تقع الحديقة المائية على مساحة تزيد عن 15 هكتارًا من الأرض، طورتها شركة الدار العقارية وبدعم من شركة بلاكبيرن القابضة. استضافت الحديقة المائية بطولة العالم للتزلج على الألواح [الإنجليزية] منذ عام 2013 وتقدم دورات تدريبية خاصة لتعلم ركوب الأمواج. صُمِمت المدينة لتعكس تراث الإمارات للغوص بحثًا عن اللؤلؤ، وخوض تجربة أسطورة اللؤلؤة المفقودة الفريدة.
يستطيع زوار الحديقة الاستمتاع بتجربة تضم ألعابا مائية مشوقة ومرافق ترفيهية تفاعلية منها ألعاب ومرافق لا توجد في أي حديقة مائية في العالم، حيث تأتي الدوامة على رأس القائمة وهي أسرع وأكبر لعبة أعصار هيدرو مغناطيسية في العالم وتتسع لستة أشخاص، فيما تشتمل على أطول مسار في العالم يبلغ طوله 238 متراً يمكن الزوار من الاستمتاع بقوة اندفاع الهواء أثناء اعتلائهم لجدران الدوامة البالغ ارتفاعها 20 متراً.
كما تتوفر فرصة التزلج وركوب الأمواج التي يصل ارتفاعها إلى 3 أمتار في بابلز باريل وهو أكبر حوض للأمواج الاصطناعية في العالم، أما بانديت بامبر فهي أطول أفعوانية في الشرق الأوسط والوحيدة من نوعها في المنطقة إذ يبلغ طول مسارها 550 متراً، وهي أيضاً أول أفعوانية في العالم تشتمل على مؤثرات صوتية ومائية بأضواء الليزر.

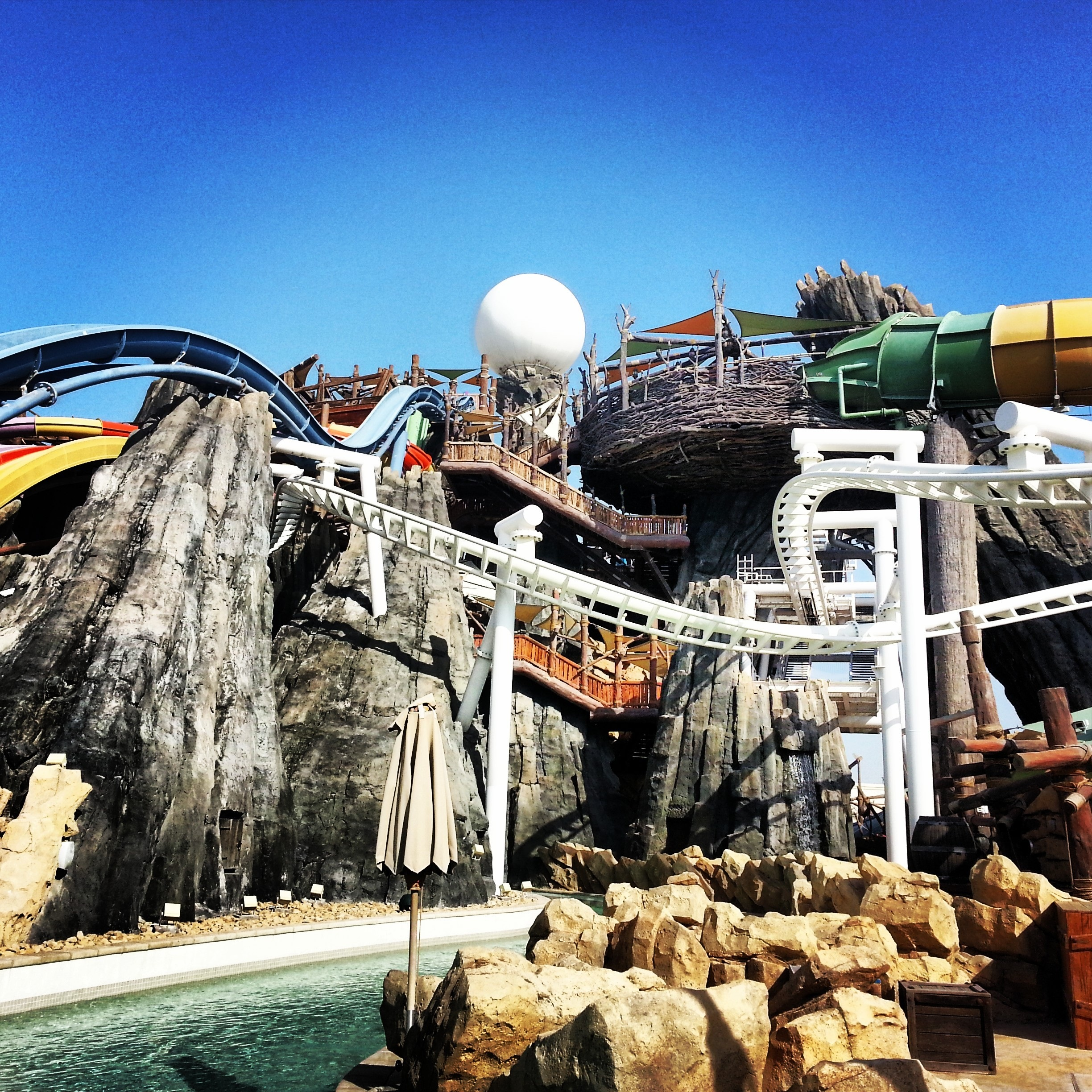

و توفر الحديقه المائيه أيضاً عدة تجارب مميزة أهمها  :
- أكواخ الراحة
- تجربة الواقع الافتراضي تحت الماء
- تجربة البحث عن اللؤلؤ
- ياس ووتروورلد يوم السيدات

## الجوائز
وفي عام 2024 حصدت «ياس ووتروورلد  أبوظبي» جائزة «أفضل مدينة ألعاب مائية في الشرق الأوسط» من جوائز السفر العالمية

## روابط خارجية
الموقع الرسمي لحديقة ياس ووترورلد
فيديو يصور التجربة في ياس ووتر ورلد